# 天生一對 (日本電視劇)
天生一對，又名「噢，有空請你來坐！」， 日文名稱:  。

## 故事大綱
中山美穗飾演一對失散多年的雙生兒，洋子是熱情野女郎，希望則被藝妓收養，為人有自卑感及缺乏自信，二人重遇，竟然同時愛上希望養母的兒子，譜成動人的三角戀。

## 主要角色
- 佐竹希望：中山美穗（香港名稱：佐竹淑敏；配音：孫明貞）
- 廣瀨洋子：中山美穗 （香港配音：盧素娟）
- 佐竹弘志：松村雄基（香港配音：林保全）
- 上田誠：金山一彥 （香港配音：馮錦堂）
- 佐竹えりか：伊藤智惠理（香港名稱：佐竹淑華；配音：樂蔚）
- 鈴木八重子：工藤靜香（香港名稱：鈴木八重；香港配音：黃麗芳）
- 佐竹雄太郎：（香港配音：馮永和）
- 佐竹小夏：（香港配音：方煥蘭）
- 佐竹艶子：（香港配音：林丹鳳）
- 泊清美：（香港配音：袁淑珍）
- 石井紀子：相樂晴子（香港配音：雷碧娜）
- 鶴八：室井滋
- 鶴次郎：神津葉月
- 夕顏：廣田玲央名
- 青木絢子：黑田福美